# Француска оклопњача Солферино
Солферино је била оклопњача француске морнарице, друга јединица класе Мађента, поринута 1861. Дизајнирао ју је Дупеј де Лом.
Ова и сестринска биле су једине две оклопњаче са две палубе икада саграђене. Такође, биле су прве које су имале на себи уграђеног назубљеног ударног овна.